# Ningyuan
För andra betydelser, se Ningyuan (olika betydelser).
Ningyuan är ett härad som lyder under Yongzhous stad på prefekturnivå i Hunan-provinsen i södra Kina.